# 18243 Ганн
18243 Ґунн (18243 Gunn) — астероїд головного поясу, відкритий 29 вересня 1973 року.
Тіссеранів параметр щодо Юпітера — 3,618.
Найменовано на честь Джеймса Ганна